# Paraleptophlebia placeri
Paraleptophlebia placeri är en dagsländeart som beskrevs av Mayo 1939. Paraleptophlebia placeri ingår i släktet Paraleptophlebia och familjen starrdagsländor. Inga underarter finns listade i Catalogue of Life.